# نبرد بابل (۶۳۶)
نبرد بابل نبردی بود که در جریان حمله اعراب به ایران میان نیروهای شاهنشاهی ساسانی و خلافت راشدین در سال۱۵ه‍.ق/۶۳۶م. در بابل رخ داد. اعراب مسلمان در این دیدار پیروز شدند تا راه برای فتح تیسفون هموارتر شود.

## برافتادن بابل
پس از نبرد بورسیپا ، گام پیش‌رو برای اعراب،بابل بود.در کرانه چپ فرات، شهری استوار که می‌دانستند نیروهای ساسانی در آن شمار فراوانی دارند.
نبرد بابل از دید راهبردی برجسته و کلید دسترسی به سواد، سرزمین میان دجله و فرات بود.

## نبرد
در میانه‌های شوال ۱۵ ه‍.ق/دسامبر ۶۳۶، مسلمانان فرات را به دست آوردند و در بیرون از بابل اردو زدند. فرماندهی نیروهای ساسانی در بابل را پیروز خسرو، هرمزان، مهران رازی و نخیرگان بر دوش داشتند.

چرایی آن هر چه باشد، آنچه رخ داد این است که ساسانیان نتوانستند با ایستادگی برجسته‌ای در برابر مسلمانان رویارویی کنند. هرمزان با نیروهای خود به استان خود اهواز عقب‌نشینی کرد و پس از آن دیگر سرداران ایرانی یگان‌های خود را بازگرداندند و به سوی شمال عقب‌نشینی کردند.

## پیامد
پس از عقب نشینی نیروهای ساسانی، مردم بابل رسما شهر را به اعراب واگذار کردند. به بابلی‌ها به شرط پرداخت جزیه امان داده شد.
برخی بابلی‌ها با مسلمانان پیروز در برابر ساسانیان همکاری کردند و آگاهی‌های ارزشمندی درباره چندوچون نیروهای ایرانی به دشمن دادند.

پیش از رویارویی دو سپاه،بسطام که یکی از دهقانان بورسیپا بود با اعراب صلح کرد و پلی برای سپاه زهره بن حویه ساخت تا سریعتر به بابل برسد.
با اینکه بیشتر مسلمانان در بابل جای داشتند، زهره بن الحویه التمیمی فرمانده نیروهای پیشتاز عرب از سعد بن ابی‌وقاص دستور پیگرد ساسانیانی که از شهر بیرون رفته بودند را دریافت کرد؛ پیش از اینکه بتوانند در جایی دیگر گرد هم آیند و ایستادگی تازه‌ای را پی‌ریزی کنند.